# 関東配電
関東配電株式会社（かんとうはいでん。略称は「関配（かんぱい）」）は、1942年から1951年まで存在した企業。日本最初の電力会社東京電燈の後身であり、現在の東京電力グループの前身にあたる。

## 沿革

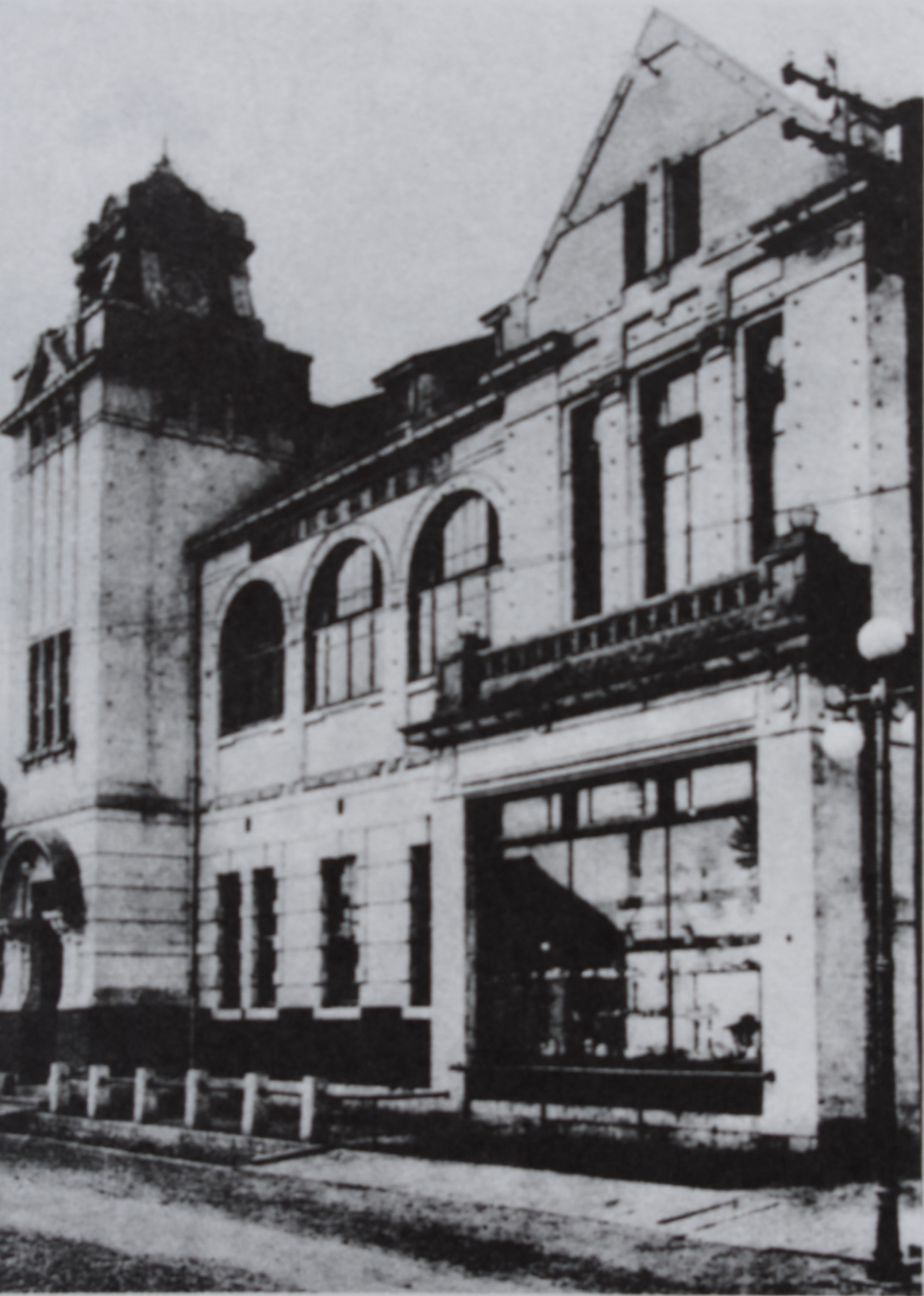
大正2年（1913年）頃の「甲府電力株式会社」

1942年、国家総動員法に基づく配電統制令により、東京電燈、甲府電力、富士電力、日立電力が合併し、関東配電が設立された。
このとき、東京市電気局（現東京都交通局）が運営していた火力発電所による電気供給事業が、関東配電に委譲された。山梨県の宮川電燈株式会社、福島県の福島電灯が1940年に着手した箒川発電所建設工事、埼玉県の粕壁町営電気事業組合の電力電灯事業、神奈川県秦野町の町営電気事業、東京市の王子電気軌道の電灯事業、茨城県の水浜電車の電力事業など、各地の電気事業が関東配電に統合されていった。
1951年1月9日には、水不足による水力発電所の稼働率低下に伴い、大口需要家から家庭に至るまでの大規模な緊急停電を予告。しかし、直前にGHQより実施しないよう勧告があり中止。代わりに大口需要家に対して工場の休電日を日曜日以外に振り分けてもらう、500kw以上を受電する工場の電力使用を夕方の間自粛してもらう協力を求めた。
1951年5月1日、東京電力株式会社に施設を現物出資し営業停止。